# Strada statale 80 var
La strada statale 80 var di Teramo (SS 80 var) è una strada statale italiana. Chiamata anche Lotto Zero Teramo-mare, la strada congiunge l'autostrada A24 alla SS 80  bypassando il centro abitato di Teramo.
Il percorso è nella sua interezza a una corsia per ogni senso di marcia.

## Storia
Il tracciato attuale è frutto di proteste cittadine portate avanti negli anni 80 da due importanti personalità cittadine, Marco Pannella politico nazionale nonché fondatore dei Partito Radicale Italiano e dal cantautore Ivan Graziani entrambi teramani.
 
Così dopo ripetute proteste Anas modificò il tracciato, da totalmente superficiale a galleria per buona parte dell'infrastruttura,  con costi lievitati e tempi dilazionato.
È stato realizzato in due appalti A24-Teramo Porta Romana  aperto al traffico nel 2011, mentre il secondo tratto Teramo Porta Romana fino al quartiere Cona (intersezione tracciato storico SS80) è stato inaugurato nel 2013 .
Ad oggi l'opera è regolarmente aperta e funzionante.